# Alsum
Alsum war ein Dorf in der Stadt Duisburg, das im 20. Jahrhundert devastiert wurde. Das Gebiet mit dem Dorf gehörte zu Hamborn, das 1929 mit Duisburg vereinigt wurde. Ursprünglich lag das Mündungsgebiet der mehrmals verlegten Emscher ebenfalls in Alsum. Heute gehört das Areal zum Stadtteil Marxloh der Stadt Duisburg und ist der Standort des Stahlwerks der Thyssen-Krupp AG.

## Geschichte

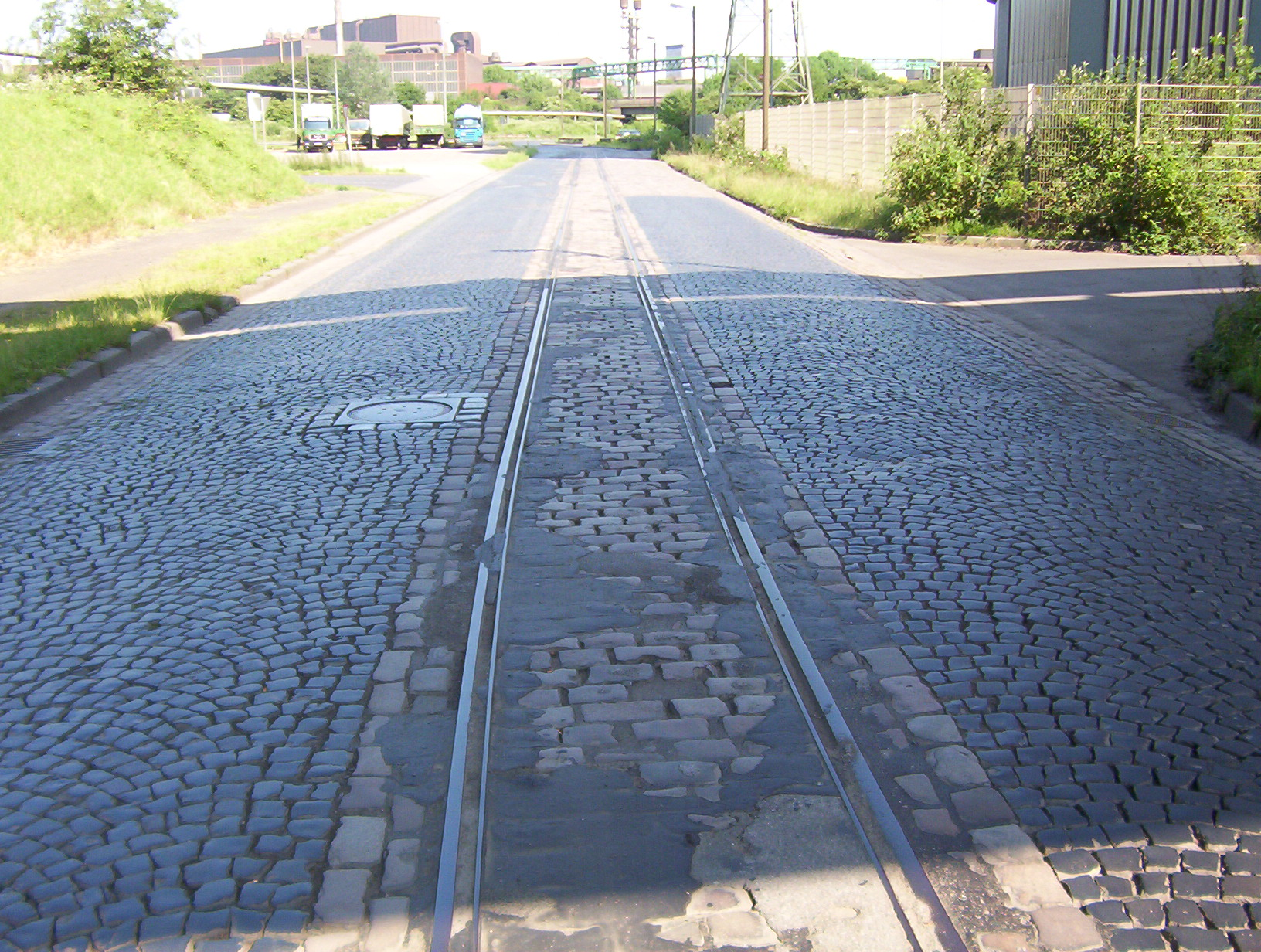
Blick vom Ausgang des Matenatunnels auf die Thyssen-Werksanlagen des früheren Alsum (2007). Auf dem Kopfsteinpflaster sind noch die Meterspurgleise der ehemaligen Straßenbahnlinie 21 (später Linie 10) zu erkennen.

Bei Bauarbeiten im Hafengelände wurde 1945 ein Gräberfeld mit 18 Bestattungen entdeckt und unter der Leitung von Rudolf Stampfuß ergraben; es wurde etwa 530–640 n. Chr. benutzt. Es lag etwa mittig zwischen den Höfen von Alsum und Schwelgern, weshalb die Zuordnung zu Alsum umstritten ist. Wie sich die Besitzverhältnisse zwischen den Herren von Hochstaden, die als Lehensherren auf der Motte Husterknupp saßen, und Otto I. im 9. Jahrhundert darstellten, ist ebenfalls noch nicht abschließend geklärt.
1139 wurde Alsum (Urlouchem) erstmals urkundlich erwähnt. Für 1348 ist eine Schenkung von Graf Engelbert von der Mark dokumentiert: Er überließ den Alsumern den Schwelgernbruch als Weideland.
Ab 1789 wurde die Bauerschaft Alsum mit Schwelgern von Beeck verwaltet. 1856 fand Daniel Morian im angrenzenden Hamborn dann erstmals Steinkohle, 1865 auch brauchbare, worin der Beginn der Industrialisierung des späteren Duisburg und damit auch der Untergang der Bauerschaft gesehen werden kann.
Bereits 1891 wurde das erste Stahlwerk Thyssens in Bruckhausen in Betrieb genommen. Alsum hatte zu der Zeit einen kleinen Rheinhafen in der Emschermündung; eine Bahntrasse der Thyssenfabrik führte bis zu diesem Hafen. Im Dorf mit rund 500 Einwohnern gab es eine Straßenbrücke über die Emscher, die nach Süden nach Beeckerwerth führte. Dem Wunsch August Thyssens nach einem Ausbau des Alsumer Hafens wurde aber nicht stattgegeben, er wich daher mit dem Bauvorhaben nach Schwelgern aus. 1906 erreichte der Alsumer Hafen mit 1,75 Millionen Tonnen Umschlag seine Höchstleistung, 1913 war er bereits unter die Millionengrenze gesunken, 1926 wurde er durch ein verheerendes Rheinhochwasser stark beschädigt und danach zugeschüttet.
1910 wurde die Emscher von Alsum weg nach Norden verlegt. Der alte Verlauf blieb als Alte Emscher erhalten und wurde als Abwasserkanal genutzt.
Alsum erhielt im Mai 1930 eine neue, katholische Nikolaus-Kirche. Eine Zählung im Jahre 1939 nannte 3262 Einwohner und 252 Wohngebäude. 1944 und 1945 wurden über 60 % der Wohnhäuser teilweise oder ganz durch Bombenangriffe beschädigt oder zerstört. Alleine in den wenigen Jahren von 1950 bis 1953 sank das Gelände durch den darunter stattfindenden Bergbau über einen Meter ab, weitere Bergsenkungen waren prognostiziert. Der Stadtrat beschloss 1954 die Umsiedlung der Einwohner in benachbarte Stadtteile, die aber zunächst nur teilweise ausgeführt wurde. 1956 hatte Alsum noch 1293 Einwohner, ungefähr so viel wie fünfzig Jahre zuvor; eine transportable Holzkirche mit etwa 200 Plätzen wurde als evangelische Kirche geweiht. 1962 waren es noch 744 Einwohner, zwei Jahre später noch 155. 1965 verließ der letzte Einwohner Alsum. Die Fläche wurde zugeschüttet und der Alsumer Berg angelegt.
Als die Thyssen-Werke sich weiter ausdehnen wollten, wurden ihnen ab 1965 große Teile von Alsum und Schwelgern zur Verfügung gestellt. Daher ist Alsum heute als Wohngebiet nicht mehr existent, und Schwelgern ist auf ein das Schwelgernstadion, das Erholungsgebiet Volkspark Schwelgern und wenige Häuserzeilen geschrumpft. Der Name Schwelgern lebt hauptsächlich durch den Werkshafen Schwelgern im ThyssenKrupp-Hochofenwerk Schwelgern fort. An seiner Stelle befand sich im 19. Jahrhundert u. a. eine Hofanlage namens Schwelling, die schon lange verschwunden und nur noch auf alten Karten zu finden ist.

## Verkehr
Zwischen der früheren Anlegestelle Alsumer Steig in Alsum und dem linksrheinischen Baerl verkehrte noch bis in die Mitte der 1960er Jahre eine Personenfähre. Bis dahin verband die durch den Matenatunnel geführte meterspurige Straßenbahnlinie 10 (vorher Linie 21) den Alsumer Schiffsanleger mit dem Bahnhof Oberhausen-Buschhausen. Insbesondere für Industriearbeiter und den Ausflugsverkehr bestand somit eine wichtige Verbindung zwischen dem linken Niederrhein und den beiden Ruhrgebietsstädten Duisburg (speziell Hamborn) und Oberhausen.